# Liberaldemokratische Partei Moldaus
Die Liberaldemokratische Partei Moldaus (rumänisch Partidul Liberal Democrat din Moldova, PLDM) ist eine politische Partei in der Republik Moldau.
Die PLDM wurde am 8. Dezember 2007 gegründet. Ihre politische Ausrichtung ist liberal-konservativ. Vorsitzender der Partei ist Vlad Filat. Bei den Parlamentswahlen im April 2009 erreichte sie 12,4 % der Stimmen und wurde somit drittstärkste Kraft und zweitstärkste Oppositionspartei. Mit 15 Mandaten erhielt sie ebenso viele Sitze wie die leicht besser abschneidende Partidul Liberal. Nach Bekanntgabe des Ergebnisses beteiligte sich die Partei an den Protesten gegen die kommunistische Regierung, der Wahlfälschung vorgeworfen wurde.
Am 29. Juli 2009 erfolgte erneut eine Parlamentswahl. Die PLDM erreichte 16,6 % der Stimmen und stellte 18 Abgeordnete. Sie bildete eine Regierungskoalition „Allianz für europäische Integration“ mit der Liberalen Partei (PL), der Demokratischen Partei (PDM) und der Alianța Moldova Noastră (AMN).
Bei der Parlamentswahl am 28. November 2010 wurde sie mit 29,42 % der Stimmen und 32 Sitzen nach den Kommunisten zweitstärkste Partei. Sie setzte die Regierungskoalition „Allianz für europäische Integration“ mit PL und PDM (die AMN war nicht mehr im Parlament vertreten) fort und stellte mit Vlad Filat den Ministerpräsidenten. Nach einem Misstrauensvotum im März 2013 wurde Filat gestürzt, und das PLDM-Mitglied Iurie Leancă wurde Regierungschef.
Bei der Parlamentswahl am 30. November 2014 erreichte die PLDM 20,16 % der Stimmen und stellte 23 Abgeordnete. Die Regierungskoalition behielt mit 55 Abgeordneten eine Mehrheit gegenüber 46 Sitzen der Opposition. Im Februar 2015 wurde mit Chiril Gaburici erneut ein PDLM-Mitglied zum Ministerpräsidenten gewählt.
Ab 2015 verlor die PLDM massiv an politischer Bedeutung. Im Juni 2015 musste Gaburici nach nur vier Monaten von seinem Posten zurücktreten, nachdem bekannt geworden war, dass er Abschlusszeugnisse gefälscht hatte. Im Oktober desselben Jahres verlor der langjährige PLDM-Vorsitzende Vlad Filat wegen Korruption und Beteiligung an einem milliardenschweren Bankenskandal seine parlamentarische Immunität und wurde anschließend zu neun Jahren Haft verurteilt. Nachdem sie in den Monaten zuvor in Umfragen bei teils unter einem Prozent gelegen war, trat die PLDM bei der Parlamentswahl 2019 nicht mehr an.

## Wahlergebnisse
| Jahr        | Stimmen | Anteil | Mandate | Platz |
| ----------- | ------- | ------ | ------- | ----- |
| 2009 (Apr.) | 191.113 | 12,4 % | 15/101  | 3.    |
| 2009 (Jul.) | 262.028 | 16,6 % | 18/101  | 2.    |
| 2010        | 506.253 | 29,4 % | 32/101  | 2.    |
| 2014        | 322.201 | 20,2 % | 23/101  | 2.    |